# Idiops bersebaensis
Idiops bersebaensis är en spindelart som beskrevs av Embrik Strand 1917. Idiops bersebaensis ingår i släktet Idiops och familjen Idiopidae.
Artens utbredningsområde är Namibia. Inga underarter finns listade i Catalogue of Life.